# Edmund Grindal

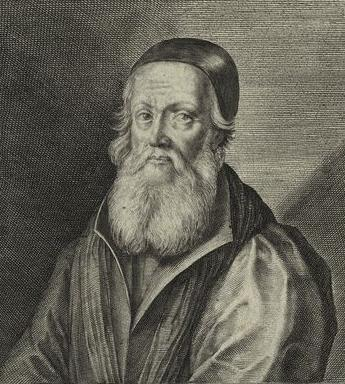
Edmund Grindal.

Edmund Grindal, född omkring 1519, död den 6 juli 1583, var en engelsk ärkebiskop.
Grindal blev 1551 kaplan hos konung Edvard VI samt utnämndes 1552 till prebendarie av Westminster. Under den katolska Maria Tudors regering (1553-58) höll sig den protestantiske Grindal utomlands, företrädesvis i Strassburg, biträdde sedermera vid förberedandet av den nya liturgin och höll offentliga disputationer med de katolska prelaterna. 
År 1559 utnämndes Grindal till biskop av London, 1570 till ärkebiskop av York och 1576 till ärkebiskop av Canterbury. Då han inte ville foga sig efter regeringens vilja, hölls han 1577-82 suspenderad från sin tjänst. Till följd av blindhet och på drottningens uppmaning avsade han sig ämbetet 1583, men dog samma år. Grindal bemödade sig nitiskt om att vinna och återförena puritanerna med statskyrkan.